# Ardingo Trotti
Ardingo Trotti (Cassine, 22 giugno 1797 – Torino, 11 aprile 1877) è stato un generale italiano, decorato con la medaglia d'oro al valor militare a vivente e con la croce di Grande Ufficiale dell'Ordine militare di Savoia. Fu deputato presso il parlamento del Regno di Sardegna per il collegio di Bosco Marengo nella III e IV legislatura, dal 30 luglio 1849 al 21 novembre 1851, quando si dimise.

## Biografia
Nacque a Cassine,  nei pressi di Alessandria, il 22 giugno 1797, figlio di Galeazzo e di Maria Angela Gabriella Maggiolini di Mombarcelli. Alla nascita fu battezzato Giambattista Luigi Ardingo, ma nelle fonti figura di regola come Ardingo. Il padre ripropose in parte il prenome di colui che era stato celebrato quale ‘il Marte d’Insubria’, il conte Gian Galeazzo, un condottiero del Seicento. Quanto al nome Ardingo, si rifaceva a quello di un Trotti che intorno alla metà del Duecento era stato arcivescovo di Firenze. Quel che è certo è che Galeazzo decise che tre dei suoi figli avrebbero intrapreso la carriera militare, la strada praticata dagli aristocratici e dagli aspiranti aristocratici. Nel giugno del 1812, giovanissimo, venne ammesso a frequentare la Scuola speciale della marina francese di Tolone, ma dopo due anni, alla caduta di Bonaparte venne inviato in congedo assoluto. Rientrato in Piemonte in seguito alla restaurazione sabauda, ricevette la nomina a sottotenente nel Corpo dei Reali Carabinieri, promosso quattro anni dopo al grado di capitano.
I Trotti di Cassine vantavano uno status nobiliare, riconosciuto alla famiglia soltanto nel 1824, sebbene già nel 1818, quando Ardingo fu promosso a capitano dei carabinieri reali, Vittorio Emanuele I gli avesse attribuito il titolo di conte
Durante i movimenti politici del 1821,  fu collocato in aspettativa per aver manifestato idee di libertà. Il grado di capitano gli fu restituito dopo un paio d’anni di purgatorio, sia pure di cavalleria e in quanto «Uffizial[e] a disposizione del Governatore» (Giuseppe Maria Gabriele Galateri di Genola, un reazionario a ventiquattro carati) in un primo tempo al governo della divisione di Cuneo e nel 1824 della divisione di Alessandria. Ardingo finì di scontare la sua ‘pena’ nel febbraio del 1826, quando venne trasferito ai Cacciatori d’Aosta: di lì in avanti la sua carriera sarebbe continuata nei corpi di fanteria.
Nel 1826 venne riammesso in servizio a disposizione del governatore militare di Cuneo, sottoposto da quest'ultimo a rigida sorveglianza. Nel 1831 ebbe la promozione a maggiore nella Brigata fanteria "Regina", entrando in servizio nel 1º Reggimento, passando successivamente al 9º, sempre in forza alla brigata. Fu nominato tenente colonnello nel 1832, colonnello comandante del 2º Reggimento della Brigata fanteria "Casale" nel 1837 e maggior generale  nel 1845, quando assunse il comando della Brigata fanteria "Regina". Alla testa di questa unità prese parte alla prima guerra di indipendenza, che posta all'avanguardia dell’armata piemontese il 26 marzo 1848 entrò a Pavia. Prese parte ai combattimenti distinguendosi a Goito (8 aprile) e a Pastrengo (30 aprile). Il 18 luglio andò all'attacco delle posizioni austriache a Governolo, sulla sinistra del Mincio, costringendo il nemico alla ritirata.
Per tale azione fu decorato della Medaglia d'oro al valor militare, ma si distinse ancora tra il 23 e il 25 luglio su Monte Gizzolo presso Volta Mantovana ricevendo una menzione onorevole.
Dopo la campagna del 1849 il giorno 11 del mese di giugno fu promosso tenente generale, e assunse il comando della 4ª Divisione, per passare poi a ricoprire l'incarico di Ispettore generale dell'esercito.
Nel dicembre del 1850 fu nominato comandante generale della divisione di Savoia, un impegno che lo costrinse a disertare parecchie sedute parlamentari e infine nel novembre del 1851 a dimettersi dall’incarico, allegando «la grande difficoltà di conciliare i doveri della sua attuale carica con quelli di deputato»
Nel marzo del 1855 divenne comandante generale della Divisione di Alessandria, ma, avendo il regno di Sardegna deciso d’intervenire nella guerra di Crimea  al fianco di francesi, inglesi e turchi, gli fu affidato il compito di sostituire il generale Alessandro La Marmora morto di colera assumendo il comando della 2ª Divisione . Il 16 agosto 1855 prese parte alla battaglia della Cernaia, dove si distinse particolarmente, tanto da venire insignito della Croce di Grande Ufficiale dell'Ordine militare di Savoia e nominato Grand'ufficiale della Legion d’onore. Rientrato in Patria, lasciò il servizio attivo nel 1857, insignito del titolo di Cavaliere Commendatore dell'Ordine del bagno, e si spense a Torino l'11 aprile 1877.

### Annotazioni
1. ↑  Ardingo Trotti fu uno dei primi 27 ufficiali arruolati nel corpo dei carabinieri, e la sua nomina a capitano fu firmata dal Re Vittorio Emanuele I di Savoia.
2. ↑  Durante questo scontro suo fratello Emanuele (1816-1896), vicecomandante del 1º squadrone dei Reali Carabinieri, prese parte alla celebre carica di cavalleria, e venne decorato con la Medaglia d'argento al valor militare per il fatto d'arme di Governolo. Successivamente prese parte alla Guerra di Crimea al comando di un reparto di carabinieri, sotto gli odini del fratello Ardingo. Terminò la carriera militare con il grado di colonnello.
3. ↑  Tale decorazione può essere considerata l'attuale Medaglia di bronzo al valor militare.
4. ↑  Nel 1854 ricopriva l'incarico di comandante della Divisione militare di Savoia.

### Fonti
1. 1 2 3 4 5 6 7  Gay 1915, p. 12.
2. ↑  Tornata del 21 Novembre 1851.
3. 1 2 3  L'Ancora n.9, 6 marzo 2011, p. 31.
4. ↑  Calendario generale pe' regii stati, 1839, p. 312.
5. ↑  Calendario generale pe' regii stati, 1839, p. 311.
6. 1 2  Gay 1915, p. 14.
7. ↑  Sito web del Quirinale: dettaglio decorato.
8. ↑  Calendario generale pe' regii stati, 1839, p. 141.
9. ↑  The London Gazette, January 2, 1857.

### Periodici
- Sergio Arditi, I fratelli Ardingo ed Emanuele Trotti di Cassine ed altri combattenti per l'indipendenza nazionale, in Rivista di Storia, Arte e Archeologia per le provincia di Alessandria e Asti, n. 1, Alessandria, Società di Storia Arte e Archeologia. Accademia degli Immobili, 2011,  pp. 219-234.
- H. Nelson Gay, Difficoltà, glorie ed errori della campagna del 1848, in Nuova Antologia di Lettere, Scienze e Arti, CLXXIX, Roma, Direzione della Nuova Antologia, settembre-ottobre 1915.
- Due eroi cassinesi i fratelli Trotti, in L'Ancora, n. 9, Acqui Terme, Editrice L'Ancora soc.coop., 6 marzo 2011,  p. 31.